# Streptocephalus bidentatus
Streptocephalus bidentatus är en kräftdjursart som beskrevs av Hamer och Appleton 1993. Streptocephalus bidentatus ingår i släktet Streptocephalus och familjen Streptocephalidae. Inga underarter finns listade i Catalogue of Life.